# 萨伊尔
萨伊尔（阿拉伯語：   سعير）是位于約旦河西岸地區南部巴勒斯坦國希布伦省的一个城镇，距离希伯伦东北約8（5.0英里）。根据巴勒斯坦中央統計局2017年人口普查的数据，當地人口为20,722人。 